# Gadarwara
Gadarwara è una suddivisione dell'India, classificata come municipality, di 37.837 abitanti, situata nel distretto di Narsinghpur, nello stato federato del Madhya Pradesh. In base al numero di abitanti la città rientra nella classe III (da 20.000 a 49.999 persone).

## Geografia fisica
La città è situata a 22° 55' 0 N e 78° 46' 60 E e ha un'altitudine di 341 m s.l.m..

## Società

### Evoluzione demografica
Al censimento del 2001 la popolazione di Gadarwara assommava a 37.837 persone, delle quali 19.979 maschi e 17.858 femmine. I bambini di età inferiore o uguale ai sei anni assommavano a 4.951, dei quali 2.673 maschi e 2.278 femmine. Infine, coloro che erano in grado di saper almeno leggere e scrivere erano 27.013, dei quali 15.439 maschi e 11.574 femmine.